# Lee Dong-gyeong
Lee Dong-gyeong (en coréen : 이동경), né le 20 septembre 1997 à Daegu en Corée du Sud, est un footballeur international sud-coréen jouant au poste de milieu offensif au Gimcheon Sangmu FC, en prêt d'Ulsan Hyundai.

## Biographie

### En club
Né à Daegu en Corée du Sud, Lee Dong-gyeong commence sa carrière professionnelle avec le Ulsan Hyundai. Il joue son premier match en professionnel le 29 juillet 2018, lors d'une rencontre de championnat face au Jeju United. Il est titularisé et les deux équipes se neutralisent (1-1). 
Le 31 juillet 2018, il est prêté au FC Anyang (en). 
Lee Dong-gyeong inscrit son premier but en professionnel le 19 février 2019, lors d'une rencontre de Ligue des champions de l'AFC face au Perak FA. Son équipe s'impose par cinq buts à un ce jour-là. Le 18 mai de la même année, il marque son premier but dans le championnat sud-coréen, face au Suwon Bluewings, en ouvrant le score. Il participe ainsi à la victoire de son équipe par trois buts à un.
Le 19 janvier 2021, il prolonge son contrat avec Ulsan Hyundai jusqu'en 2023.
Lee Dong-gyeong inscrit le premier doublé de sa carrière le 29 août 2021 contre Incheon United, en championnat. Il entre en jeu ce jour-là et marque ses deux buts en six minutes après son entrée en jeu, donnant ainsi la victoire à son équipe (3-2 score final).
Le 1er septembre 2022, Lee Dong-gyeong rejoint le FC Hansa Rostock, en deuxième division allemande, sous la forme d'un prêt d'une.saison

### En sélection
En août 2019, Lee Dong-gyeong est convoqué pour la première fois avec l'équipe nationale de Corée du Sud. Il honore sa première sélection lors d'un match amical face à la Géorgie, le 5 septembre 2019. Il entre en jeu à la place de Hwang Hee-chan ce jour-là, et les deux équipes se neutralisent (2-2).
Il inscrit son premier but en sélection le 9 juin 2021, lors d'un match qualificatif pour la coupe du monde 2022 contre le Sri Lanka. Titulaire, il délivre une passe décisive pour Jung Sang-bin en plus de son but, et son équipe s'impose par cinq buts à zéro,.

## Palmarès
| Schalke 04 (1)                                        |
| ----------------------------------------------------- |
| - Championnat d'Allemagne de D2 (1) - Champion : 2022 |